# Boermastreek
De Boermastreek is een buurtschap in de Nederlandse gemeente Borger-Odoorn, in de provincie Drenthe. De Boermastreek ligt ten oosten van Exloo, tussen Exloo en Exloërkijl.
De Boermastreek is genoemd naar de grootvader van de Drentse dichter Harm Jans Stevens (geboren aldaar 2 maart 1913). Deze grootvader, de landbouwer Albert Boerma (1821-1905), vestigde zich in de 19e eeuw als eerste in deze streek.
De Boermastreek ligt net op de grens van het Drents veenkoloniaal gebied en het zandgebied. De gelijknamige weg vormt de kern van de streek.

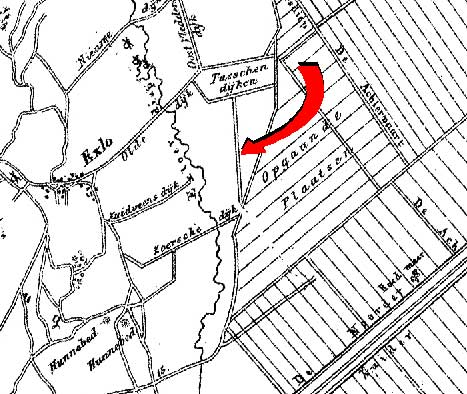
Locatie van de Boermastreek (zie: pijl) op gemeenteatlas van J. Kuyper ca 1870

Drenthe: Steden en dorpen      Nederland: Provincies · Gemeenten